# La batalla d'Anghiari (Leonardo da Vinci)
La batalla d'Anghiari (en italià, La battaglia di Anghiari) és una pintura al fresc obra del pintor renaixentista italià Leonardo da Vinci, que es va perdre i es coneix per referències i còpies. Alguns creuen que subsisteix tapada en una paret del Saló dels Cinc-cents del Palazzo Vecchio de Florència.
Una pintura de Peter Paul Rubens al Museu del Louvre, París, coneguda com La batalla de l'estendard, es creu que és una còpia de la mateixa pintura de Leonardo. Rubens va fer la pintura el 1603, basant-se en un gravat de Lorenzo Zacchia de l'any 1558. Hi ha diverses diferències amb l'original, però Rubens va aconseguir representar la fúria, les intenses emocions i el sentit de poder que estaven presents en la pintura original.